# Ferrovia suburbana di Spalato
La metropolitana di Spalato (in croato Splitski metro) è una rete ferroviaria suburbana a Spalato, in Croazia. La ferrovia è stata aperta su binari M604 esistenti ristrutturati nel 2006 ed aperti a traffico a partie dal 10 dicembre dell'anno stesso. Si compone di una linea che serve sette stazioni, che va dal centro di Spalato a Kaštel Stari. La seconda linea tra il centro di Spalato e Spalato-Kopilica è stata aperta a giugno 2019 ed è stata interrotta a novembre dello stesso anno. A partire dal 2019 è prevista l'aggiunta di nuove stazioni lungo i binari e il rinnovo delle fermate esistenti. La linea attraversa due tunnel all'interno del centro della città di Spalato; all'interno del più lungo dei due tunnel sarà aperta nel 2021 una stazione simile alla metropolitana (Split-HBZ) per servire il centro città. La linea è di 17,8 chilometri mentre un viaggio medio dura 25 minuti. Si considera un collegamento con l'aeroporto di Spalato (nel 2025) e un'ulteriore estensione a Tarù (Togir), con possibile elettrificazione a lungo termine.

## Storia
La maggior parte delle linee ferroviarie furono completate nell'ottobre 1877, poiché Spalato era collegata a Siverić tramite Perković. Quando Spalato ha ospitato i Giochi del Mediterraneo del 1979, è stato pianificato un vasto sistema ferroviario suburbano. I binari esistenti dalla periferia alla stazione ferroviaria capolinea principale nel porto sono stati interrati. Poiché era prevista una ferrovia elettrificata a doppio binario, è stata costruita una stazione della metropolitana Split-HBZ (con un tunnel di 1.893 m). Un ulteriore tratto della ferrovia è stato coperto nel 1983. Nel 1991 scoppiò la guerra d'indipendenza croata. Il territorio occupato interruppe i collegamenti ferroviari tra Spalato (e la Dalmazia) e il resto della Croazia. Tra il febbraio 1993 e l'ottobre 1994, le ferrovie croate, di fronte a molti treni inattivi e ferrovieri in Dalmazia, hanno organizzato una ferrovia suburbana di Spalato di breve durata e sfortunata da Spalato a Kaštela. Le autorità locali non hanno sostenuto il progetto mentre il materiale rotabile a lunga percorrenza si è rivelato inadatto al traffico extraurbano. Dopo la fine della guerra nel 1995 questo progetto è stato abbandonato.
Nel dicembre 2006, le ferrovie croate hanno riaperto la linea al traffico suburbano, annunciando piani per elettrificare la linea e posare un secondo set di binari, cosa che non è ancora avvenuta. Dal 2007, CR intende ristrutturare e riattrezzare il tunnel ferroviario di Spalato e aprire la stazione della metropolitana Split-HBZ, ed è stato firmato un contratto tra CR e le autorità di Spalato, ma alla fine del 2015 la città di Spalato si ritirò definitivamente dal progetto adducendo come motivo principale la mancanza di fondi. Nel 2011, le ferrovie croate hanno cancellato un terzo - 7 partenze giornaliere dal suo orario, tra pesanti proteste e critiche.

## Stato attuale
I principali problemi che affliggono la linea includono la distanza dei binari ferroviari (costruiti per il traffico a lunga distanza verso Knin e Zagabria) dai centri abitati lungo la baia di Kaštela. Nonostante il fatto che circa il 35% di Spalato, il 40% di Solin e il 50% della popolazione di Kastela viva lungo la ferrovia suburbana, a causa dell'espansione urbana incontrollata e della mancanza di pianificazione territoriale, l'area circostante è costituita principalmente da case unifamiliari con bassa densità urbana e scarso accesso ai trasporti pubblici. Insieme alla mancanza di una tradizione di pendolarismo ferroviario tra la popolazione, ciò mantiene la dipendenza dai veicoli personali per il trasporto. Nel 2007, la ferrovia suburbana ha servito solo 57.078 passeggeri e ha incassato 441.690 HRK in tariffe. Nel 2010, la ferrovia ha servito 111.000 passeggeri. La strategia del traffico 2016-20 della città di Kaštela ha chiesto una migliore integrazione della ferrovia suburbana con il trasporto pubblico, citando il cattivo stato dell'infrastruttura ferroviaria, la sua obsolescenza e la scarsa qualità e sicurezza del traffico ferroviario suburbano.
Sono stati venduti solo 635 biglietti dall'inizio delle sue operazioni all'inizio di giugno fino al 30 giugno 2019.

### Sicurezza
Poiché i binari attraversano molto da vicino l'area suburbana senza recinzioni e gli attraversamenti automobilistici sono frequenti, si sono verificati numerosi incidenti. Nel 2001 un treno ha ucciso un 19enne che stava attraversando la ferrovia su un motocoltivatore; nel 2006 un treno passeggeri ha ucciso un uomo che attraversava i binari con la sua auto a Kaštel Sućurac, Nel dicembre 2008, un treno si è scontrato con un'auto, ferendo cinque persone a Kaštel Sućurac; durante un incidente separato, un treno merci si è scontrato con un'auto, uccidendone uno e ferendone un altro a Kaštel Lukšić; nel febbraio 2009 un uomo è rimasto ucciso in uno scontro con un treno a Kaštel Gomilica; nell'aprile 2010 un treno locale ha ucciso un uomo nel tunnel Dujmovača, mentre nel novembre 2012 una bambina di 6 anni è stata uccisa da un treno merci a Kaštel Gomilica; nel maggio 2013 a Kaštel Štafilić un uomo è stato investito da un treno e gli sono state amputate entrambe le gambe; nel gennaio 2015 un treno a lunga percorrenza ha ucciso una donna a Kaštel Gomilica, nel febbraio 2016 un treno passeggeri ha colpito un cinghiale vicino a Sadine, nel dicembre 2016 un uomo è deceduto in ospedale per le ferite riportate sulla ferrovia a Kaštel Sućurac, nel marzo 2017 a Kaštel Lukšić il treno si è scontrato con un'auto, cosa che è avvenuta due volte nell'aprile 2017, rispettivamente a Sadine ea Kaštel Gomilica,; nel luglio 2017 un uomo è stato investito e ucciso da un treno passeggeri a Kaštel Kambelovac. Nell'ottobre 2018 un treno si è scontrato con un cavallo a Kaštel Lukšić. Nel dicembre 2019, il treno della linea Kastela-Split è deragliato, nel gennaio 2020 un uomo è rimasto ferito quando il treno si è scontrato con la sua auto a Sucurac, mentre nel febbraio 2020 un treno merci si è scontrato con un'auto, ferendone 2 a Kastel Luksic. Nel novembre 2020 un motociclista è rimasto gravemente ferito da un treno a Kastel Luksic.

#### Tratta Kastel Stari-Spalato
La linea Kaštel Stari-Spalato (e ritorno) è servita da 17 treni al giorno in ciascuna direzione nei giorni feriali e 8 treni durante il fine settimana. Le ferrovie croate gestiscono sui binari unità multiple diesel Y1 rinnovate e nuove unità multiple diesel HŽ 7023. Più volte al giorno il collegamento in autobus collega l'aeroporto di Spalato/Trogir e la stazione ferroviaria di Kastel Stari, in linea con l'orario dei treni.

#### Tratta Kopilica - Porto di Spalato
Split-Predgrađe (Kopilica) - La linea Split era servita da 27 treni al giorno in ciascuna direzione nei giorni feriali. Sulla linea circolava un solo multiplo diesel HŽ 7023. Il suo utilizzo ha causato interruzioni sulle linee verso Kastela e Perkovic. All'inizio di novembre 2019, la linea autonoma Spalato (Kopilica) - Spalato (Porto) è stata rimossa dal programma a favore di una migliore integrazione della linea Kastel Stari-Split.

## Sviluppo pianificato
A causa delle frequenti strozzature del traffico, degli ingorghi e del rapido aumento del traffico passeggeri nel vicino aeroporto di Spalato (raddoppiato tra il 2013 e il 2017 a 3 milioni di passeggeri, aumentando ulteriormente a un tasso annuo del 23%), la ferrovia suburbana di Spalato dovrebbe essere esteso per circa 12-14 km più avanti, oltre Kastel Stari fino all'aeroporto di Spalato e correndo fino a Trogir come stazione finale. Anche alcuni studi precedenti del 2000 e del 2003 prevedevano di estendere la linea verso est, ma da allora questo è stato abbandonato.
Nel 2006 Marijan Klaric, vice amministratore delegato delle ferrovie croate, annunciò i piani per la revisione della ferrovia suburbana di Spalato, l'elettrificazione delle linee, l'aggiunta di un altro set di binari e l'estensione della linea fino a Trogir, ma non accadde nulla. Le ferrovie croate hanno invitato la città di Spalato a lavorare insieme alla definizione della nuova ferrovia Trogir-Aeroporto-Spalato nel 2014. Nel 2017 è stato pubblicato uno studio di progettazione concettuale per la linea. Ha sondato due diversi percorsi (nord e sud dalla strada statale D8), stimando che per la linea dovrebbero essere costruiti due viadotti e un tunnel. Anche Kaštel Kambelovac, l'aeroporto di Spalato e le stazioni ferroviarie di Trogir sarebbero state costruite da zero. La linea Split-Trogir avrebbe una capacità annuale di 5,6 milioni di passeggeri. I calcoli hanno stimato il costo in 500 milioni di kune.
Nell'agosto 2017, per commemorare l'anniversario del ripristino del traffico ferroviario tra Spalato e la Croazia continentale dopo la guerra del 1995, il sindaco di Spalato Krstulović Opara ha annunciato la costruzione della ferrovia per l'aeroporto di Spalato come "il sogno di tutti", giurando "non fermarsi" fino al completamento della riga. Nell'ottobre 2017, dopo aver espresso l'importanza di questo progetto, il sindaco di Spalato ha incontrato le controparti locali a Kaštela per discutere lo sviluppo. Il sindaco di Kaštela Denis Ivanović ha dichiarato che questa linea sarebbe la linea ferroviaria più redditizia in Croazia.

### 2018
Dopo una serie di ingorghi sulla tratta tra Kastela e Spalato nel marzo 2018, il sindaco Krstulović Opara li ha citati come ulteriore prova che il traffico stradale è sopraffatto e che era necessaria una nuova ferrovia. Anche l'opposizione del sindaco, i socialdemocratici di Spalato, ha sostenuto la nuova ferrovia. Il 17 aprile 2018, il sindaco di Spalato ha incontrato i sindaci di Kaštela, Solin e Trogir, il presidente delle ferrovie croate, nonché il direttore dell'aeroporto di Spalato, l'autorità portuale e i rappresentanti del ministero nazionale del traffico e delle infrastrutture per discutere il progetto. La ferrovia è stata ritenuta particolarmente importante per collegare l'aeroporto di Spalato al porto di Spalato (accanto all'attuale stazione principale di Spalato) a causa di molti dei 3 milioni di passeggeri aeroportuali che viaggiano verso le isole dalmate. L'integrazione e l'intermodalità del trasporto pubblico della regione di Spalato con una popolazione di 300.000 abitanti è stato un altro obiettivo importante. Spalato-Kopilica è stato menzionato come hub di trasporto intermodale per alleviare il carico sull'attuale stazione ferroviaria centrale nel porto di Spalato, qualcosa sostenuto già nel 1939. Le ferrovie croate hanno fortemente sostenuto il progetto, mentre il Ministero dei trasporti finanzierà lo studio di fattibilità. I sindaci di Kaštela e Trogir hanno affermato che le modifiche generali del piano urbanistico rispetto alla nuova linea ferroviaria sono in corso nelle loro giurisdizioni. I direttori dell'aeroporto di Spalato e del porto di Spalato hanno espresso l'intenzione di cofinanziare il progetto.
Sotto gli auspici della Camera di commercio croata e della sua vicepresidente Mirjana Čagalj, il 30 aprile 2018 è stato firmato un memorandum che istituisce il partenariato pluriennale sullo sviluppo del traffico passeggeri ferroviario nell'area di Spalato tra CR, autorità locali, ministero nazionale e altre parti interessate nel progetto. Sono stati menzionati due possibili percorsi per la nuova linea per Trogir. Il primo si dirama dai binari esistenti da Kastel Stari a Divulje e poi a Trogir. Questo significherebbe 7 km di nuove piste di cui 3,4 km sarebbero sotterranei. Il tratto tra Kaštel Stari e Divulje costerebbe 70 milioni di euro, mentre il tratto tra Divulje e Trogir costerebbe tra i 30 e gli 80 milioni di euro. Il secondo percorso si dirama da Kaštel Sućurac, richiedendo 12.6 km di binari (11,6 km sottoterra). Quest'ultimo costerebbe 200 milioni di euro solo per raggiungere Divulje.  La pianificazione del caso e dello studio di sviluppo richiederebbe 3-5 anni, mentre la costruzione della ferrovia stessa richiederebbe altri 3-6 anni. Per questa linea verrebbero acquistate 8 composizioni di treni; I rappresentanti di Končar hanno presentato alle parti interessate l'unità multipla diesel serie HZP 7-023. I rappresentanti sindacali dei lavoratori delle ferrovie hanno sostenuto gli investimenti nella rete ferroviaria suburbana di Spalato come un modo per migliorare la sostenibilità, i profitti e la realizzazione della missione delle ferrovie croate.
Il governo della Croazia ha ufficialmente sostenuto il progetto in una riunione di gabinetto tenutasi a Spalato il 4 maggio 2018. L'infrastruttura ferroviaria croata è stata nominata come parte interessata chiave, il Ministero del traffico come coordinatore tra le parti interessate e le autorità locali, mentre il costo totale è stato stimato in 1,1 miliardi di euro. Tuttavia, il governo croato ha parlato esclusivamente di collegare l'aeroporto di Spalato con il porto di Spalato e di costruire Spalato-Kopilica come hub intermodale. I piani per estendere la linea a Trogir furono abbandonati. Ciò è stato ribadito il 17 luglio 2018 dal ministro dei trasporti Oleg Butković alla cerimonia di apertura del ponte di Čiovo, affermando che il collegamento ferroviario dell'aeroporto di Spalato con il porto di Spalato è il progetto ferroviario più importante della Croazia.
Un nuovo studio sulla proposta ferrovia Spalato-Kastela-Aeroporto-Trogir è stato pubblicato sulla rivista di ingegneria ferroviaria nel giugno 2018. Ha sondato la fattibilità di due opzioni: collegare l'aeroporto di Spalato/Trogir con la ferrovia M604 esistente da Kaštel Stari (8 km di pista) all'estremità occidentale dell'area urbana o da Kaštel Sućurac, molto vicino a Spalato vero e proprio (12.6k. Quest'ultimo creerebbe effettivamente una vera e propria linea ferroviaria suburbana che collegherebbe l'intera area di Kastela con Spalato, l'aeroporto e Trogir. Il primo costerebbe circa 100-150 milioni di euro, mentre il secondo costerebbe 230-280 milioni a causa del binario più lungo e della complessità del percorso (un tunnel sotto la strada D-8).
In una riunione in loco del 19 luglio con i sindaci dell'area di Spalato e il segretario di stato per i trasporti, l'amministratore delegato delle ferrovie croate-Trasporto passeggeri ha dichiarato l'apertura delle nuove stazioni sul binario esistente (Split-HBZ, Split-Dujmovača, e Solin-Širine) come primo passo da seguire. Parallelamente CR redigerà gli studi ei documenti necessari per la nuova linea e le nuove stazioni (Sv. Kajo, Kaštel Lukšić, Rudine e Aeroporto di Spalato). Lo studio di fattibilità sarà finanziato dal Fondo UE per la competitività e la coesione. Il percorso del nuovo binario ampliato e il punto in cui si dirama dalla ferrovia esistente Spalato-Knin-Zagabria è ancora da definire. Il sindaco di Spalato ha sottolineato la necessità di rinnovare l'infrastruttura ferroviaria non solo per il traffico suburbano, ma anche per il collegamento ferroviario più efficiente tra l'Europa centrale e Zagabria, e Spalato e la Dalmazia.
Il 30 settembre, il prefetto della contea di Spalato ha commentato che la ristrutturazione e la ricostruzione dell'attuale sezione della linea M604 Spalato-Kastel Stari (Rudine) inizieranno già nel 2019, con la costruzione del collegamento tra la M604 e l'aeroporto di Spalato/Traù a partire dal 2021. Ciò implicherebbe la preferenza per la soluzione più semplice invece della nuova linea che attraversa/sotto Kastela vera e propria. A novembre, una ONG con sede a Kastela si è espressa a favore del nuovo binario attraverso Kastela vera e propria a causa della sua natura pendolare.
Nel dicembre 2018, le parti interessate pubbliche e le autorità locali insieme alle ferrovie croate hanno concordato il trasferimento del nodo ferroviario principale e (temporaneamente) una nuova stazione centrale degli autobus alla stazione di Kopilica (ufficialmente Split Predgrade), dove sarà un punto Park and Ride costruito pure. La costruzione doveva terminare in tre mesi, entro giugno 2019. Firmato anche il contratto di locazione dell'immobile. L'intenzione è quella di portare il traffico pendolare, autobus a lunga percorrenza e turistico a Kopilica e poi incanalarlo nella metropolitana urbana di Spalato, terminando nell'attuale stazione ferroviaria principale nel porto di Spalato. I treni tra Kopilica e la stazione principale di Spalato funzionerebbero ogni 10 minuti e il viaggio durerebbe 3 minuti. A partire da marzo 2019, CR aprirà tre nuove stazioni (Split-Dujmovača, Sveti Kajo e Solin -Širine) sulla linea esistente, aggiungendo altri pendolari più fuori città, a nord di Kopilica. Il punto prestabilito esistente nel tunnel ferroviario tra Kopilica e la stazione principale di Spalato sarà attrezzato e aperto come stazione sotterranea di Spalato-HBZ. Le autorità di Spalato stimoleranno gli operatori di autobus a utilizzare Kopilica (Split-Predgrade) come terminal addebitando 700-800kn per ingresso al centro città. Il portale di notizie T-Portal e il quotidiano locale Slobodna Dalmacija hanno anche riferito che l'opzione "nord" per collegare l'aeroporto alla M604, con un percorso che eviti Kastela, era la soluzione più probabile a lungo termine. Il progetto e il piano della nuova stazione temporanea degli autobus / hub intermodale, la mancanza di piani per l'elettrificazione del binario esistente, che hanno portato alla difficoltà di aprire la stazione della metropolitana di Spalato-HBZ tra i fumi di scarico diesel, ed evitare di collegare la popolazione dei pendolari di Kastela alla periferia ferrovia sono state criticate dalla stampa quotidiana e dai membri del consiglio comunale di Spalato. Rispondendo alle domande sull'elettrificazione e sui tempi della costruzione, il vicesindaco di Spalato Nino Vela ha dichiarato in una riunione del Consiglio che l'elettrificazione è stata discussa con le ferrovie croate. Tuttavia, ciò richiederebbe ingenti investimenti e la costruzione di una grande sottostazione di trazione. L'apertura e l'integrazione delle prime cinque stazioni avranno la priorità, con la costruzione della stazione della metropolitana di Spalato-HBZ che inizierà nel 2020. La camera degli architetti di Spalato (Društvo arhitekata Split) ha pubblicamente criticato e respinto sia il progetto che la natura temporanea dell'hub di trasporto intermodale di Kopilica. L'opposizione nel consiglio comunale di Spalato ha indicato questioni legali e di proprietà immobiliare irrisolte intorno alla stazione di Kopilica (Split-Predgrade).

### 2019
La città di Spalato ha pubblicato un bando per la (ri)costruzione dell'hub temporaneo di Kopilica, prevedendo di spendere 5 milioni di HRK, ma solo una società ha risposto e ha presentato un'offerta, stimando il costo in oltre 14 milioni. A causa della discrepanza dei costi, le autorità cittadine hanno annullato il bando di gara e ne hanno annunciato il lancio di uno nuovo. Una nuova gara è stata lanciata il 25 gennaio, riducendo i lavori di costruzione ritenuti necessari (riduzione dei parcheggi P+R e delle tettoie), e aumentando il costo previsto di oltre il 30%. Il sindaco di Spalato Krstulovic-Opara ha dichiarato in un'intervista a Vecernji list il 19 gennaio che la sua priorità è collegare Trogir, Kastela, Solin e l'agglomerato di Spalato con la ferrovia.
Nel gennaio 2019, il portale di notizie su Internet T-portal ha riferito che lo studio di fattibilità (contrariamente agli studi precedenti, come quello di Matić, Nosal e Mikec del 2018) ha concluso che l'8 Il collegamento in km tra la stazione di Kaštel Stari (sui binari M604 esistenti) via Rudine all'aeroporto di Spalato, aggirando Kastela vera e propria, è la soluzione più favorevole per integrare l'aeroporto sulla ferrovia suburbana. La sua costruzione dovrebbe terminare entro il 2025–6. Le persone che vivono negli edifici intorno alla stazione di Kopilica hanno espresso la loro disapprovazione per i piani. Il numero di gennaio di Građevinar, rivista dell'Associazione croata degli ingegneri civili, ha riferito che il percorso pianificato per l'aeroporto di Spalato si dirama prima, dalla stazione di Kaštel Kambelovac, correndo lungo la D58 e quindi attraverso Kaštela vera e propria.
Gli ingegneri civili hanno criticato la via da seguire per quanto riguarda l'hub di Kopilica. I rappresentanti della città hanno annunciato che un treno in funzione ogni 10-12 minuti nelle ore di punta servirà la linea, mentre stanno negoziando l'aggiunta di un secondo treno. Il presidente della Camera degli architetti divisa ha criticato la mancanza di studi sullo sviluppo e di qualsiasi studio sull'impatto del traffico. A metà febbraio, due società hanno presentato le loro offerte per la gara d'appalto per la costruzione dell'hub temporaneo di Kopilica. Insieme alla supervisione della costruzione, i costi di ristrutturazione dell'hub di Kopilica sono stati stimati in 11 milioni di HRK, mentre la ricostruzione dell'adiacente via Hercegovacka, iniziata a febbraio, è costata altri 2,2 milioni. L'offerta è stata aggiudicata a Čitić gradnja. I cittadini che vivono in 52 famiglie intorno alla stazione di Kopilica [split-Predgrade], fortemente preoccupati per i piani, la mancanza di trasparenza e la loro futura qualità di vita attorno all'hub e alla stazione degli autobus e dei treni, hanno organizzato una protesta. L'opposizione nel consiglio comunale di Spalato ha chiesto la demolizione del progetto di un hub temporaneo a Kopilica e l'ideazione di una soluzione architettonica e urbanistica adeguata, stimando il lasso di tempo irrealistico. A marzo è stato riferito che il tunnel ferroviario non dispone dei permessi necessari, il che comporterebbe l'accantonamento dei piani per la stazione della metropolitana di Spalato-HBZ, ma l'amministrazione comunale ha respinto tali affermazioni. In una riunione del municipio, i rappresentanti della città di Spalato hanno affermato che la frequenza dei treni che circolano tra l'hub di Kopilica e la stazione principale di Spalato seguirà dalle esigenze definite dall'amministrazione comunale e che le ferrovie croate hanno già iniziato a ristrutturare la stazione di Rudine. La sezione di Spalato della Camera di commercio croata ha presentato il piano per collegare l'aeroporto di Spalato attraverso Kopilica con il centro della città alla gestione dell'aeroporto in una riunione in loco del 14 marzo.
A metà marzo, l'amministrazione comunale di Spalato ha presentato la prima bozza del masterplan cofinanziato dalla BERS riguardante la riqualificazione urbana, denominato "Split United". Il piano include la metropolitana leggera che collega l'aeroporto di Spalato al porto di Spalato attraverso l'hub di Kopilica. Una linea ferroviaria elettrificata che collega i due è vista come un fattore cruciale. I fondi per l'elettrificazione della linea ferroviaria esistente e la costruzione del nuovo tratto dovrebbero essere ricercati nei fondi di coesione dell'UE tra il 2020 e il 2027. Il segretario di Stato presso il Ministero dei trasporti, T. Mihotić, ha osservato che l'obiettivo è collegare anche Trogir alla ferrovia, mentre la tempistica dell'elettrificazione non è sul tavolo in quanto questa linea non è nell'elenco delle priorità delle ferrovie croate - Infrastrutture. La stazione ferroviaria principale di Spalato, situata nella parte orientale del porto di Spalato, è stata proposta per essere mantenuta come capolinea, scavata nel sottosuolo e rinnovata. Questi piani sono stati pesantemente criticati dal sindaco a capo della precedente amministrazione comunale.
Il 20 marzo, il ministro croato dei trasporti e delle infrastrutture Oleg Butkovic ha visitato l'aeroporto di Spalato e ha dichiarato che il 7 km di nuovi binari necessari per collegare l'aeroporto a Spalato con la ferrovia sono in fase di progettazione da parte delle ferrovie croate-infrastruttura e che spera che i lavori inizino nel 2021.
All'inizio di aprile, le ferrovie-infrastrutture croate hanno pubblicato un'offerta aperta per i piani per rinnovare il tunnel ferroviario di Spalato e per costruire una stazione sotterranea "Split-HBZ" al suo interno. Il piano prevede l'uso esclusivo di treni diesel in galleria.
A settembre è stato riferito che, su tre opzioni proposte, l'amministrazione comunale di Kastela ha sostenuto l'estensione della linea ferroviaria da Kastel Kambelovac invece di diramarsi più lontano, alla stazione di Kastel Stari (300 milioni di euro), nonostante il costo più elevato. Tuttavia, il sindaco di Kastela ha voluto indagare per scavare la linea sotterranea, che è stata ritenuta troppo costosa. Inoltre, il sindaco di Kastela ha anche proposto modifiche a quest'ultima opzione di layout (diramazione dalla stazione di Kastela Stari / frazione Rudine), adducendo come ragioni principali i danni alla conservazione e all'agricoltura. A ottobre, ritenendo la proposta di Kastela troppo difficile in quanto contiene un'elevata elevazione, le Ferrovie-Infrastrutture croate sono tornate al Ministero dei Trasporti con un'altra proposta di layout. I nuovi binari si diramano da Kastel Kambelovac e sarebbero costruiti su pilastri tra la strada a doppia carreggiata D8. CR-Infrastructure ha affermato che questa opzione sarebbe più economica rispetto allo scavo sotterraneo della ferrovia, la costruzione causerebbe meno interruzioni e non ci sarebbero problemi legali o di esproprio.

### 2020
Nel marzo 2020, il membro del consiglio delle ferrovie croate Darko Barisic ha presentato i piani in corso alle parti interessate locali. CR ha investito 3,6 milioni di HRK nella ricostruzione della stazione di Spalato-Predgrade; ulteriori 7,5 milioni saranno spesi per la costruzione di nuove stazioni (Dujmovača, Solin-Širina e Sveti Kajo), i cui lavori inizieranno nella primavera del 2020. La stazione della metropolitana di Spalato - HBZ è stata stimata in 60 milioni. Rudine, una nuova stazione in cui la nuova ferrovia per l'aeroporto di Spalato e poi per Trogir si dirama dalla M604, deve ancora essere pianificata in attesa della selezione del percorso ottimale dopo lo studio di fattibilità. Barisic ha detto che CR deve elettrificare la linea.

### Dal 2020
Nessun progresso è stato fatto dal 2020. La costruzione della stazione Split-HBZ doveva essere completata nel 2021. A partire dal 2022, i lavori di costruzione non sono iniziati.
Nel 2021, Ivica Puljak è stata eletta sindaco di Spalato, sconfiggendo Vice Mihanović, il candidato del partito croato HDZ al governo. Durante la campagna elettorale, la metropolitana di Spalato era completamente fuori fuoco. A partire dal 2022, è ancora fuori fuoco. Non ne parlano né i politici locali né quelli nazionali.